# Willard Waterman

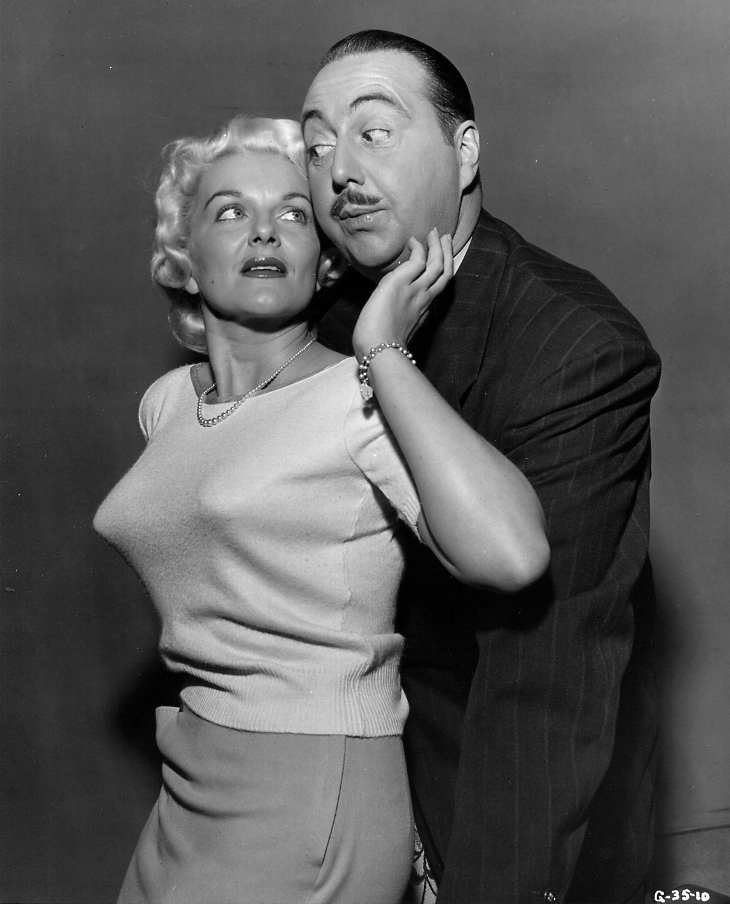
Willard Waterman

Willard Waterman (* 29. August 1914 in Madison, Wisconsin; † 2. Februar 1995 in Burlingame, Kalifornien) war ein US-amerikanischer Radiomoderator, Film- und Fernsehschauspieler.

## Leben
Willard Waterman wurde 1914 in Madison, im US-Bundesstaat Wisconsin geboren. Er besuchte die Universität von Wisconsin-Madison. 
Waterman begann seine Radiokarriere bei WIBA in Madison. Im Jahr 1937 war Waterman Gründungsmitglied der Radiogewerkschaft American Federation of Television and Radio Artists. In einem Nachruf heißt es: „Es wurde angenommen, dass er die einzige Person war, die an vier verschiedenen Orten als Mitglied des Vorstands der Gewerkschaft tätig war: Chicago, Los Angeles, San Francisco und New York.“
1949 hatte Waterman in dem Film Flaming Fury seinen ersten Auftritt vor der Kamera, woraufhin verschiedene Kino-Nebenrollen folgten. In der erfolgreichen Fernsehserie The Great Gildersleeve ersetzte er den bisherigen Hauptdarsteller Harold Peary in der Rolle des aufgeblasenen Throckmorton P. Gildersleeve, danach lief die Serie noch zwei Jahre bis 1956. Im Kinobereich spielte Waterman insbesondere in Komödien wie Vater der Braut, Hat jemand meine Braut gesehen?, Die tolle Tante und Das Appartement. Bis zuletzt 1972 war er in mehr als 80 Film- und Fernsehrollen zu sehen.
Er war mit Mary Anna Thellen verheiratet und hatte mit ihr zwei Töchter. Waterman hat einen Stern in der Radio-Sektion des Hollywood Walk of Fame.

## Filmografie
- 1949: Flaming Fury
- 1949: Flame of Youth
- 1949: Liebe auch ohne Patent (Free for All)
- 1950: Entgleist (No Man of Her Own)
- 1950: Ma and Pa Kettle Go to Town
- 1950: Lach und wein mit mir (Riding High)
- 1950: Vater der Braut (Father of the Bride)
- 1950: Alter schützt vor Liebe nicht (Louisa)
- 1950: Gnadenlos gehetzt (The Lawless)
- 1950: Die Tote in den Dünen (Mystery Street)
- 1950: Frauengeheimnis (Three Secrets)
- 1950: Hit Parade of 1951
- 1950: Mrs. O’Malley and Mr. Malone
- 1950: Brustbild, bitte! (Watch the Birdie)
- 1951: Vierzehn Stunden (Fourteen Hours)
- 1951: Francis Goes to the Races
- 1951: Darling, How Could You!
- 1951: Rhubarb
- 1951: Sunny Side of the Street
- 1952: Hat jemand meine Braut gesehen? (Has Anybody Seen My Gal?)
- 1953: It Happens Every Thursday
- 1953: Half a Hero
- 1954: Drei Münzen im Brunnen (Three Coins in the Fountain)
- 1954–1956: The Great Gildersleeve (Fernsehserie, 40 Folgen)
- 1955: The Halls of Ivy (Fernsehserie, Folge 1x18)
- 1955: Liebe im Quartett (Three for the Show)
- 1955: How to Be Very, Very Popular
- 1956: The Adventures of Jim Bowie (Fernsehserie, Folge 1x11)
- 1956: Alles um Anita (Hollywood or Bust)
- 1957: Matinee Theater (Fernsehserie, Folge 2x88)
- 1957: Corky und der Zirkus (Circus Boy, Fernsehserie, Folge 2x06)
- 1957–1958: The Eve Arden Show (Fernsehserie, 5 Folgen)
- 1957–1961: The Real McCoys (Fernsehserie, 6 Folgen)
- 1958: December Bride (Fernsehserie, Folge 4x13)
- 1958: Date With The Angels (Fernsehserie, Folge 2x19)
- 1958: Casey Jones, der Lokomotivführer (Casey Jones, Fernsehserie, Folge 1x30)
- 1958: Die tolle Tante (Auntie Mame)
- 1958, 1960: General Electric Theater (Fernsehserie, 2 Folgen)
- 1958, 1964: The Red Skelton Show (Fernsehserie, 2 Folgen)
- 1959: Rin Tin Tin (The Adventures of Rin Tin Tin, Fernsehserie, Folge 5x17)
- 1959: 77 Sunset Strip (Fernsehserie, Folge 1x24)
- 1959: Colonel Humphrey Flack (Fernsehserie, Folge 2x38)
- 1959: Wie angelt man sich einen Millionär? (How to Marry a Millionaire, Fernsehserie, Folge 2x08)
- 1959: Walt Disneys bunte Welt (Walt Disney’s Wonderful World of Color, Fernsehserie, Folge 6x01)
- 1959: Lawman (Fernsehserie, Folge 2x11)
- 1959–1960: Bat Masterson (Fernsehserie, 3 Folgen)
- 1959–1963: Dennis, Geschichten eines Lausbuben (Dennis the Menace, Fernsehserie, 14 Folgen)
- 1960: Das Appartement (The Apartment)
- 1960: Stunde der Entscheidung (Markham, Fernsehserie, Folge 1x52)
- 1960: Riverboat (Fernsehserie, Folge 2x06)
- 1960: Angel (Fernsehserie, Folge 1x06)
- 1961: Shirley Temple’s Storybook (Fernsehserie, Folge 2x15 Pippi Langstrumpf)
- 1961: One Happy Family (Fernsehserie, 2 Folgen)
- 1961: Familie Feuerstein (The Flintstones, Fernsehserie, Folge 1x24 Das lange Wochenende, Sprechrolle)
- 1961: Pete and Gladys (Fernsehserie, 2 Folgen)
- 1961: Bonanza (Fernsehserie, Folge 2x29 Die Höllenmaschine)
- 1961: Am Fuß der blauen Berge (Laramie, Fernsehserie, Folge 2x29)
- 1961: Peter Loves Mary (Fernsehserie, Folge 1x32)
- 1961: Guestward Ho! (Fernsehserie, Folge 1x35)
- 1961: Cheyenne (Fernsehserie, Folge 6x05)
- 1961–1962: Maverick (Fernsehserie, 2 Folgen)
- 1961–1962: Wagon Train (Fernsehserie, 4 Folgen)
- 1962: Frontier Circus (Fernsehserie, Folge 1x15)
- 1962: The Joey Bishop Show (Fernsehserie, Folge 1x23)
- 1962: Auf glühendem Pflaster (Walk on the Wild Side)
- 1962: Room for One More (Fernsehserie, Folge 1x07)
- 1962–1963: Mr. Ed (Mister Ed, Fernsehserie, 2 Folgen)
- 1963: The Many Loves of Dobie Gillis (Fernsehserie, Folge 4x28)
- 1963: Vacation Playhouse (Fernsehserie, Folge 1x07)
- 1963: Mein Onkel vom Mars (My Favorite Martian, Fernsehserie, Folge 1x03)
- 1964: Many Happy Returns (Fernsehserie, Folge 1x07)
- 1964: Get Yourself a College Girl
- 1964: Mickey (Fernsehserie, Folge 1x11)
- 1964: Bob Hope Presents the Chrysler Theatre (Fernsehserie, Folge 2x08)
- 1964: The Dick Van Dyke Show (Fernsehserie, Folge 4x12)
- 1964, 1966: Hoppla Lucy! (The Lucy Show, Fernsehserie, 2 Folgen)
- 1965: The Bing Crosby Show (Fernsehserie, Folge 1x24)
- 1965: Camp Runamuck (Fernsehserie, Folge 1x09)
- 1965: The Smothers Brothers Show (Fernsehserie, Folge 1x16)
- 1966: F Troop (Fernsehserie, Folge 1x26)
- 1966: Thompson’s Ghost (Fernsehfilm)
- 1966: Summer Fun (Fernsehserie, Folge 1x03)
- 1972: Hail (Hail to the Chief)